# Dietenheim (Landschaftsschutzgebiet)
Das Landschaftsschutzgebiet Dietenheim ist ein mit Verordnung der Unteren Naturschutzbehörde beim Landratsamt Alb-Donau-Kreis vom 14. Februar 1995 ausgewiesenes Landschaftsschutzgebiet (LSG-Nummer 4.25.106).

## Lage und Beschreibung
Das 666,7513 Hektar große Gebiet besteht aus zwei Teilen. Ein Teil liegt nördlich von Regglisweiler mit dem Talgrund des Wangener Bach und den benachbarten Hanglagen, der zweite Teil umgibt die Gemeinde Dietenheim nahezu vollständig. Das Gebiet gehört zu den Naturräumen Holzstöcke und Unteres Illertal.
Laut Steckbrief sind es Altwasserreste der Iller, Auwälder, quellige Hangbereiche der "Illerleite" mit Hangwäldern, Grünlandnutzung auf feuchten Flächen; unbebaute Freiräume, die es für die ortsnahe Erholung zu erhalten und entwickeln gilt. Im Norden gehört ein Teil des Landschaftsschutzgebiets zum FFH-Gebiet Donau zwischen Munderkingen und Ulm und nördliche Iller. Der Schonwald Halde liegt vollständig im Schutzgebiet.

## Schutzzweck
Schutzzweck ist gemäß Schutzgebietsverordnung:
- beim Landschaftsteil Illertal sowie dem westlich angrenzenden quelligen Hangbereich der Illerleite mit seinen Hangwäldern,
  - die Erhaltung der Grünlandnutzung westlich des Riedbaches (feuchte Flächen mit z. T. vernässten Stellen mit typischer Feuchtgebietsvegetation),
  - der Erhalt der Landschaft als unverbauten Freiraum für die Erholung;
- beim Landschaftsteil Hangbereiche nördlich von Regglisweiler
  - die Erhaltung und Entwicklung der ortsnahen Erholungslandschaft.